# Charata
Charata è una città argentina, capoluogo del dipartimento di Chacabuco, nella provincia del Chaco.